# Зграда Друштва Светог Саве
Зграда Друштва Светог Саве се налази у Београду, у улици Цара Душана 11, подигнута је 1924. године, до зграде Дома Светог Саве. Намена је била да буде извор прихода као стамбена зграда којима би се финансирале акције Друштва „Свети Сава“. Представља непокретно културно добро као споменик културе.

## Историјат
Изградња зграде је почела 1914. године по пројекту архитекте Петра Бајаловића, дугогодишњег професора на Архитектонском одсеку Техничког факултета у Београду. Почетак Првог светског рата и послератна обнова у Србији су успорили радове, тако да је завршена 1. маја 1924. године и почела се издавати закупцима.

## Архитектура зграде
Постављена на углу улица Цара Душана и Браће Барух, зграда има два портала према обема улицама. Представља монументалну, маркантну грађевину, која спада у најбоља ауторска остварења архитекте Петра Бајаловића у области стамбене архитектуре пре Првог светског рата. Зграда је конципирана у духу академизма, са применом декоративних елемената историјских стилова. На спратном делу се истичу по вертикали удвојени балкони са наглашеним масивним стубовима. Угаони, засечени, део фасаде завршава се у горњем делу четвртастом кулом са натписом „Друштво Светога Саве“.